# Stygiomysida
Stygiomysida zijn zeldzame peracaride kreeftachtigen, waarvan tot op heden 16 soorten in twee geslachten zijn beschreven.

## Anatomie
Stygiomysida zijn sterk verwant aan de aasgarnalen. Ze zijn gekenmerkt door het bezit van een stomp rostrum en een kleine carapax. Verder hebben ze sterk gereduceerde ogen die bij de Stygiomysidae zelfs geen sporen van pigment of andere visuele structuren bevatten.  Het eerste paar maxillipeden is klein en ongeleed, het tweede paar is omgevormd tot gnathopoden.
Het pereon draagt zes paar eenvoudige pereopoden zonder kieuwen. Het pleon (achterlijf) draagt tweetakkige pleopoden en is voorzien van een goed ontwikkelde staartwaaier, gevormd door de uropoden (staartpootjes) en een niet ingesneden telson (staartstukje).
In tegenstelling tot de verwante Mysida bezitten de Stygiomysida geen statocyst.

## Ecologie
Op twee soorten na zijn alle Stygiomysida stygobionten, uit Italië en de Caraïben..

## Systematiek
De twee families van de Stygiomysida waren vroeger ondergebracht bij de Mysida maar zijn nu een aparte orde. Volgens recent onderzoek zijn ze zelfs eerder verwant aan de Mictacea (Meland et al., 2007).
De 16 bekende soorten behorende tot die twee families (Anderson, 2010) zijn:
- Lepidomysidae Clarke, 1961
  - Spelaeomysis Caroli, 1924
    - Spelaeomysis bottazzii Caroli, 1924
    - Spelaeomysis cardisomae Bowman, 1973
    - Spelaeomysis cochinensis Panampunnayil & Viswakumar, 1991
    - Spelaeomysis longipes (Pillai & Mariamma, 1963)
    - Spelaeomysis nuniezi Bacescu & Orghidan, 1971
    - Spelaeomysis olivae Bowman, 1973
    - Spelaeomysis quinterensis (Villalobos, 1951)
    - Spelaeomysis servatus (Fage, 1924)
    - Spelaeomysis villalobosi Garcia-Garza et al., 1996
- Stygiomysidae Caroli, 1937
  - Stygiomysis Caroli, 1937
    - Stygiomysis aemete Wagner, 1992
    - Stygiomysis clarkei Bowman et al., 1984
    - Stygiomysis cokei Kallmeyer & Carpenter, 1996
    - Stygiomysis holthuisi (Gordon, 1958)
    - Stygiomysis hydruntina Caroli, 1937
    - Stygiomysis ibarrae Ortiz et al., 1996
    - Stygiomysis major Bowman, 1976